# 레이 윌리엄 존슨
레이 윌리엄 존슨(Ray William Johnson, 1981년 8월 14일 ~ )은 미국의 유튜브 스타이다.

## Equals Three
메인 채널 RayWilliamJohnson, 비디오 블로그 채널 BreakingNYC 2개가 있다. 매주 월요일과 목요일에 새로운 동영상이 게시되는 기본 채널은 Equals Three 라고 하며, 구독 수에서 nigahiga를 웃도는 1위이며, 동영상 재생 횟수의 총 합계는 20억회에 육박한다. 그의 동영상은 모두 주간 조회 상위에 오른다. 동영상의 내용은 유튜브의 인기 동영상을 3개 소개하고 감상을 말하면서 헐뜯는다.